# Jaripeo (Michoacán)
Jaripeo es una localidad del estado mexicano de Michoacán. Es parte del municipio de Charo.

## Toponimia
El nombre «Jaripeo» proviene de los términos en purépecha: xaripu, alumbre; eo, locativo. Su significado es «Lugar de alumbre».

## Demografía
| Gráfica de evolución demográfica |
|                                  |

| Censo | Población |
| ----- | --------- |
| 1900  | 255       |
| 1910  | 373       |
| 1921  | 299       |
| 1930  | 321       |
| 1940  | 236       |
| 1950  | 310       |
| 1960  | 450       |
| 1970  | 556       |
| 1980  | 872       |
| 1990  | 1 189     |
| 2000  | 1 117     |
| 2010  | 1 315     |
| 2020  | 1 734     |